# C. J. Henderson (football américain)
(en) Statistiques sur pro-football-reference
Christopher "C. J." Henderson, Jr. (né le 30 septembre 1998 à Miami en Floride) est un sportif professionnel américain de football américain jouant au poste de cornerback dans la National Football League (NFL) depuis la saison 2020 .
Sélectionné au 9e rang lors du premier tour de la draft 2020 par la franchise des Jaguars de Jacksonville, il y deux saisons avant de rejoindre les Panthers de la Caroline en 2021 et les Steelers de Pittsburgh en 2024.
Il a joué au niveau universitaire pour les Gators de l'université de Floride dans la NCAA Division I FBS de 2017 à 2019.

## Biographie

### Jeunesse
Henderson nait et grandit à Miami en Floride où il fréquente le lycée Christopher Columbus (en). Il y joue au football américain aux postes de running back et de cornerback. Il participe à l'All-American Bowl (en) lors de son année senior. Il est considéré comme un joueur quatre étoiles au sortir du lycée.

### Carrière universitaire
Henderson s'engage initialement à jouer au football américain universitaire auprès de l'université de Miami avant de se désengager pour évaluer d'autres offres. Henderson signe finalement une lettre d'intention pour jouer avec les Gators de l'université de Floride.

## Carrière universitaire
Lors de son année sous statut freshman en 2017, Henderson dispute 11 matchs avec les Gators dont cinq en tant que titulaire et réussit 22 plaquages et quatre interceptions. Il devient le premier étudiant de première année de l'histoire de son université à retourner une interception pour un touchdown lors de deux matchs consécutifs après l'avoir fait lors de ses deux premiers matchs en carrière contre Michigan et Tennessee.
Au cours de sa deuxième année, sa première saison complète en tant que titulaire, Henderson enregistre 38 plaquages, deux sacks, deux interceptions, sept passes déviées et force deux fumbles. Il est sélectionné dans la deuxième équipe de la Southeastern Conference (SEC) par les entraîneurs de la ligue.
Henderson entame sa saison junior (2019) après avoir été sélectionné dans la première équipe de pré-saison de la SEC, dans la troisième équipe de pré-saison de la NCAA et est cité dans les favoris pour recevoir le prix Chuck Bednarik. Henderson est également sélectionné dans la deuxième équipe NCAA de mi-saison par l'Associated Press malgré quatre matchs ratés à la suite d'une blessure. Henderson termine sa saison junior avec 33 plaquages dont trois avec perte de yards adverses, un sack et 11 passes déviées en neuf matchs. Il est sélectionné dans la première équipe de la SEC par les entraîneurs de la ligue et dans la deuxième équipe NCAA par la Football Writers Association of America (en) (FWAA).
Après la fin de la saison régulière 2019, Henderson annonce qu'il renonce à sa dernière année d'éligibilité universitaire pour participer à la draft 2020 de la NFL, renonçant également à participer à l'Orange Bowl 2019. Henderson termine sa carrière universitaire avec 93 plaquages, 26 passes déviées et six interceptions en 33 rencontres.

## Carrière professionnelle

### Draft
Henderson est sélectionné en neuvième choix lors du premier tour de la draft 2020 de la NFL par la franchise des Jaguars de Jacksonville.

### Jaguars de Jacksonville
Henderson signe le 16 juillet 2020 son contrat rookie de quatre ans pour un montant entièrement garanti de 20,5 millions de dollars.
Le 13 septembre 2020, il fait ses débuts en NFL lors du match d'ouverture de la saison contre les Colts d'Indianapolis. Il réussit cinq plaquages et la première interception de sa carrière sur une passe de Philip Rivers qu'il remonte sur 22 yards. En plus, il dévie trois passes, dont une lors d'un quatrième down en fin du quatrième quart temps qui assure la victoire 27 à 20 aux Jaguars. Il est désigné meilleur rookie de la semaine pour sa performance,. En 10e semaine lors de la défaite 24 à 20 contre les Packers de Green Bay, Henderson force un fumble sur le wide receiver Davante Adams qui est récupéré par son coéquipier Myles Jack. Il est placé sur la liste des blessés le 19 novembre 2020 à la suite d'une blessure à l'aine.
En octobre 2020, lors d'une cérémonie d'inauguration, le centre de formation du Christopher Columbus High School (son alma mater) est dédié au nom de la famille Henderson en raison de sa généreuse contribution à la rénovation des installations.

### Panthers de la Caroline
Le 27 septembre 2021, Henderson est échangé aux Panthers de la Caroline avec un choix de 5e tour de la draft 2022 contre le tight end Dan Arnold (en) et un choix de 3e tour de la draft 2022.
En 2021, il participe à 12 matchs dont sept en tant que titulaire.
En 2022, Henderson il particiê à 17 rencontres dont dix en tant que titulaire, totalisant 58 plaquages, deux interceptions, six passes déviées et un fumble forcé.

### Texans de Houston
Le 21 mars 2024, Henderson signe avec les Texans de Houston mais est libéré le 27 août.

### Steelers de ¨Pittsburgh
Le 25 septembre 2024, Henderson signe avec les Steelers de Pittsburgh pour intégrer leur équipe d'entraînement.

## Statistiques

### NCAA
| Année       | Équipe               | Statut      | MJ |       | Plaquages | Plaquages | Plaquages | Plaquages |       | Interceptions | Interceptions | Interceptions | Interceptions |  | Fumbles | Fumbles |
| Année       | Équipe               | Statut      | MJ | Total | Seul      | Ast.      | Sacks     | Nb.       | Yards | Déf.          | TD            | Nb.           | Rec.          |  |         |         |
| 2017        | Gators de la Floride | Fr.         | 11 | 22    | 14        | 8         | 0,0       | 4         | 82    | 04            | 2             | 0             | 0             |  |         |         |
| 2018        | Gators de la Floride | So.         | 13 | 38    | 26        | 12        | 3,0       | 2         | 0     | 07            | 0             | 2             | 0             |  |         |         |
| 2019        | Gators de la Floride | Jr.         | 09 | 33    | 26        | 07        | 1,0       | 0         | 0     | 11            | 0             | 0             | 0             |  |         |         |
| Totaux NCAA | Totaux NCAA          | Totaux NCAA | 33 | 93    | 66        | 27        | 4,0       | 6         | 82    | 22            | 2             | 2             | 0             |  |         |         |

### Scouting combine
| Taille              | Poids           | Bras           | Main         | Sprint   | Sprint   | Sprint   | Shuttle 20 yards | 3 cones drill | Détente         | Détente             | Développé couché | Test Wonderlic |
| Taille              | Poids           | Bras           | Main         | 40 yards | 10 yards | 20 yards | Shuttle 20 yards | 3 cones drill | verticale       | horizontale         | Développé couché | Test Wonderlic |
| 1,85 m (6 ft 0¾ in) | 93 kg (204 lbs) | 80 cm (31⅝ in) | 23 cm (9 in) | 4,39 s   | -        | -        | -                | -             | 95 cm (37,5 in) | 3,23 m (10 ft 7 in) | 20               | -              |

### NFL
| Année      | Équipe                  | MJ |                 | Plaquages       | Plaquages       | Plaquages       | Plaquages       |                 | Interceptions   | Interceptions   | Interceptions | Interceptions |  | Fumbles | Fumbles |
| Année      | Équipe                  | MJ | Total           | Seul            | Ast.            | Sacks           | Nb.             | Yards           | Déf.            | TD              | Nb.           | Rec.          |  |         |         |
| 2020       | Jaguars de Jacksonville | 08 | 36              | 27              | 9               | 0,0             | 1               | 22              | 06              | 0               | 1             | 0             |  |         |         |
| 2021       | Jaguars de Jacksonville | 02 | 08              | 06              | 2               | 0,0             | 0               | 0               | 0               | 0               | 0             | 0             |  |         |         |
| 2021       | Panthers de la Caroline | 10 | 31              | 25              | 6               | 0,0             | 0               | 0               | 02              | 0               | 0             | 0             |  |         |         |
| 2022       | Panthers de la Caroline | 17 | 58              | 50              | 8               | 0,0             | 2               | 74              | 06              | 0               | 1             | 1             |  |         |         |
| 2023       | Panthers de la Caroline | 12 | 39              | 31              | 8               | 1,0             | 0               | 0               | 02              | 0               | 0             | 0             |  |         |         |
| 2024       | Steelers de Pittsburgh  | ?  | Saison en cours | Saison en cours | Saison en cours | Saison en cours | Saison en cours | Saison en cours | Saison en cours | Saison en cours | ?             | ?             |  |         |         |
| Totaux NFL | Totaux NFL              | 49 | 172             | 139             | 33              | 1,0             | 3               | 96              | 16              | 0               | 2             | 1             |  |         |         |